# Чан Хьо Джін
Чан Хьо Джін (кор. 장혜진; нар. 13 травня 1987, Тегу, Південна Корея) — південнокорейська лучниця, дворазова олімпійська чемпіонка 2016 року.

## Виступи на Олімпіадах
| Олімпіада           | Дисципліна             | Місце |
| ------------------- | ---------------------- | ----- |
| Ріо-де-Жанейро 2016 | індивідуальна першість | 1     |
| Ріо-де-Жанейро 2016 | командна першість      | 1     |